# Tobias Hysén
Glenn Tobias Hysén (Göteborg, Svédország, 1982. március 9. –) svéd labdarúgó, aki jelenleg az IFK Göteborg játékosa. szélsőként és csatárként is bevethető. A svéd válogatott tagjaként ott volt a 2012-es Európa-bajnokságon. Édesapja, Glenn Hysén szintén labdarúgó volt, többek között az IFK Göteborgban és a Liverpoolban játszott.

## Pályafutása

### Häcken
Hysén ifiként megfordult az Ubbhultban és a Lundyban, 1999-ben került első profi klubjához, a BK Häckenhez. Ott 53 bajnokin lépett pályára és 12 gólt szerzett.

### Djurgården
2004-ben a Djurgårdenhez szerződött, ahol négyéves szerződést írt alá. 2005-ben megnyerte a bajnoki címet a csapattal. Eleinte balszélsőként játszott, de később már legtöbbször csatárként küldték pályára. 65 bajnokin játszott a Djurgårdenben és 17 gólt lőtt.

### Sunderland
Hysén 2006. augusztus 23-án 1,7 millió fontért a Sunderlandhez igazolt. A West Bromwich Albion ellen lépett először pályára kezdőként, jó teljesítményt nyújtott és gólpasszt is adott. A csapat menedzsere, Roy Keane ennek ellenére jobban bízott a csapat másik szélsőjében, Ross Wallace-ban. Első gólját egy Leicester City ellen mérkőzésen szerezte, csereként beállva. 2007. január 1-jén szintén betalált a Leicester ellen. 2007 júliusában a Sunderland vezetői bejelentették, hogy Hysén hivatalos kérelmet nyújtott be, hogy engedjék vissza Svédországba, mivel a barátnőjével nem érzik jól magukat Sunderland városában.

### IFK Göteborg
2007. augusztus 25-én, ismeretlen összeg ellenében az IFK Göteborghoz igazolt, ezzel családjában ő lett az ötödik, aki megfordult a csapatban. A 2009-es szezonban 18 gólt szerzett, ezzel Wanderson do Carmóval holtversenyben svéd gólkirály lett. A következő idényben több kisebb sérülés hátráltatta, így nem tudott igazán jó formába lendülni, de így is szerzett tíz gólt. A Club Brugge szerette volna leigazolni, a belga klub szerződést is ajánlott neki, de ő inkább négy évvel meghosszabbította göteborgi kontraktusát. A 2011-es évadban 29 mérkőzésen 16 alkalommal talált be, ezzel a gólkirályi verseny második helyén végzett.

### Shanghai Dongya FC
2013-2015 között a shangháji klub játékosa volt, ahonnan 2016-ban visszatért az IFK Göteborghoz.

## Válogatott
Hysén 2002-ben mutatkozott be a svéd U21-es válogatottban. 2003 novemberében remek teljesítményt nyújtott Spanyolország ellen, a svédek 3-1-re győztek, és kijutottak a 2004-es U21-es Eb-re. A tornán Hysén is ott volt.
A felnőtt válogatottban 2005 januárjában, Dél-Korea ellen debütált. Leggyakrabban csak barátságos mérkőzéseken kapott lehetőséget, a fontosabb találkozókon általában Marcus Berg vagy Alexander Gerndt kapott lehetőséget helyette. Miután 2009-ben Erik Hamrén lett a szövetségi kapitány, fontosabb tagja lett a keretnek, a 2012-es Európa-bajnokságra is behívót kapott.

## Sikerei, díjai

### Klubcsapatban

#### Djurgården
- Svéd bajnok: 2005
- Svéd kupa: 2004, 2005

#### Sunderland
- Az angol másodosztály bajnoka: 2006-07

#### IFK Göteborg
- Svéd kupa: 2008, 2012-13
- Svéd bajnok: 2007

## Gyermekkora, magánélete
Hysén édesanyja, Kerstin ápolónőként dolgozott egy kórházban, édesapja, Glenn pedig labdarúgó volt. Egy húga van, Charlotte, aki három évvel fiatalabb nála. Húga születése után nem sokkal elváltak a szülei. Édesapja új házasságából született három féltestvére, Alexander, Anton - akik szintén labdarúgók -, valamint Annie. Hosszú ideje együtt él barátnőjével, Maria Kasperssonnal, akivel 2008. január 20-án született egy közös fiuk, Lucas
Hysén édesapjával és két labdarúgó testvérével gyakran ír a svéd Aftonbladet című lapba. Leggyakrabban labdarúgásról, de jelentek már meg cikkeik kézilabdával és jéghokival kapcsolatban is.

## Fordítás
- Ez a szócikk részben vagy egészben  a   Tobias Hysén című angol Wikipédia-szócikk fordításán alapul.  Az eredeti cikk szerkesztőit annak laptörténete sorolja fel. Ez a jelzés csupán a megfogalmazás eredetét és a szerzői jogokat jelzi, nem szolgál a cikkben szereplő információk forrásmegjelöléseként.

## Külső hivatkozások
- Tobias Hysén pályafutásának statisztikái a Soccerbase oldalon (angolul)